# Lipovnik
Lipovnik – wieś w Chorwacji, w żupanii varażdińskiej, w gminie Klenovnik. W 2011 roku liczyła 373 mieszkańców.